# J・J・ヒクソン
ジェームズ・エドワード・ヒクソン・ジュニア  (James Edward Hickson,Jr. 1988年9月4日 - )は、アメリカ合衆国ジョージア州アトランタ出身の元バスケットボール選手。身長206cm  体重110kg。

## 来歴
ノースカロライナ州立大学から2008年のNBAドラフトでクリーブランド・キャバリアーズから19位で指名されNBA入り。レブロン・ジェームズがマイアミ・ヒートに移籍した2010-11シーズンには、バイロン・スコットヘッドコーチからエースとキャプテンに任命されるも、平均13.8点と期待外れの成績に終わり、オフにサクラメント・キングスに放出された。
2011-12シーズンも悪戦苦闘を強いられ、2012年3月にキングスから解雇。その後ポートランド・トレイルブレイザーズに拾われ、突如リバウンダーとしての才能を開花させた。
2013年7月11日、デンバー・ナゲッツと契約。2016年2月19日に解雇され、同月23日にワシントン・ウィザーズと契約した。
2016年夏、FAとなったものの、NBAのチームと契約することが出来ず、8月20日にCBAの福建スタージョンズと契約した。